# Fête galante

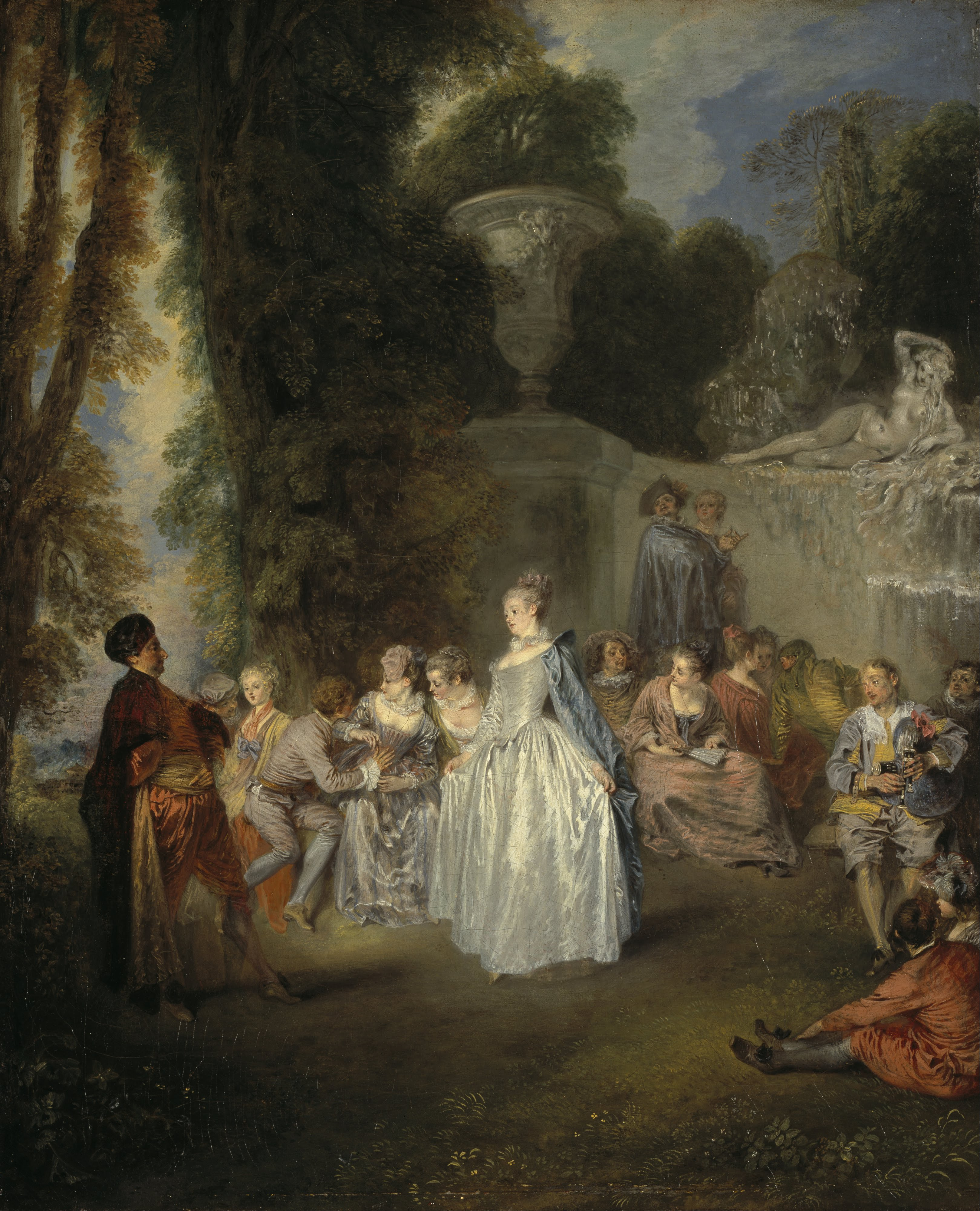
Exempel på fête galante – Fêtes Vénitiennes (1718-1719) av Antoine Watteau.

Fête galante (franska ’kärleksfest’) är en term som syftar på en genre inom franskt 1700-talsmåleri. Hovets eller aristokratins medlemmar hänger sig åt dans, musik och erotik i en trädgård eller en park. Antoine Watteau var den främste målaren av fête galante-motiv. Genren skapades av den franska kungliga konstakademin 1717 då det inte fanns någon passande kategori för Watteaus examensarbete Pilgrimsfärd till Kythera som konstnären målade för att få medlemskap i akademin.
Fête galante är nära associerat med rokokon. De lättsamma och intima fête galante-motiven var återkommande inom konststilen som helst behandlade aristokraternas nöjsamma och dekadenta värld.